# Meister von Osnabrück
Meister von Osnabrück ist der Notname eines niedersächsischen oder westfälischen Bildhauers und Bildschnitzers, der im ersten Drittel des 16. Jahrhunderts tätig war. Seine erhaltenen Arbeiten häufen sich in Osnabrück und Umgebung, so dass „seine“ Werkstatt dort gewesen sein dürfte.

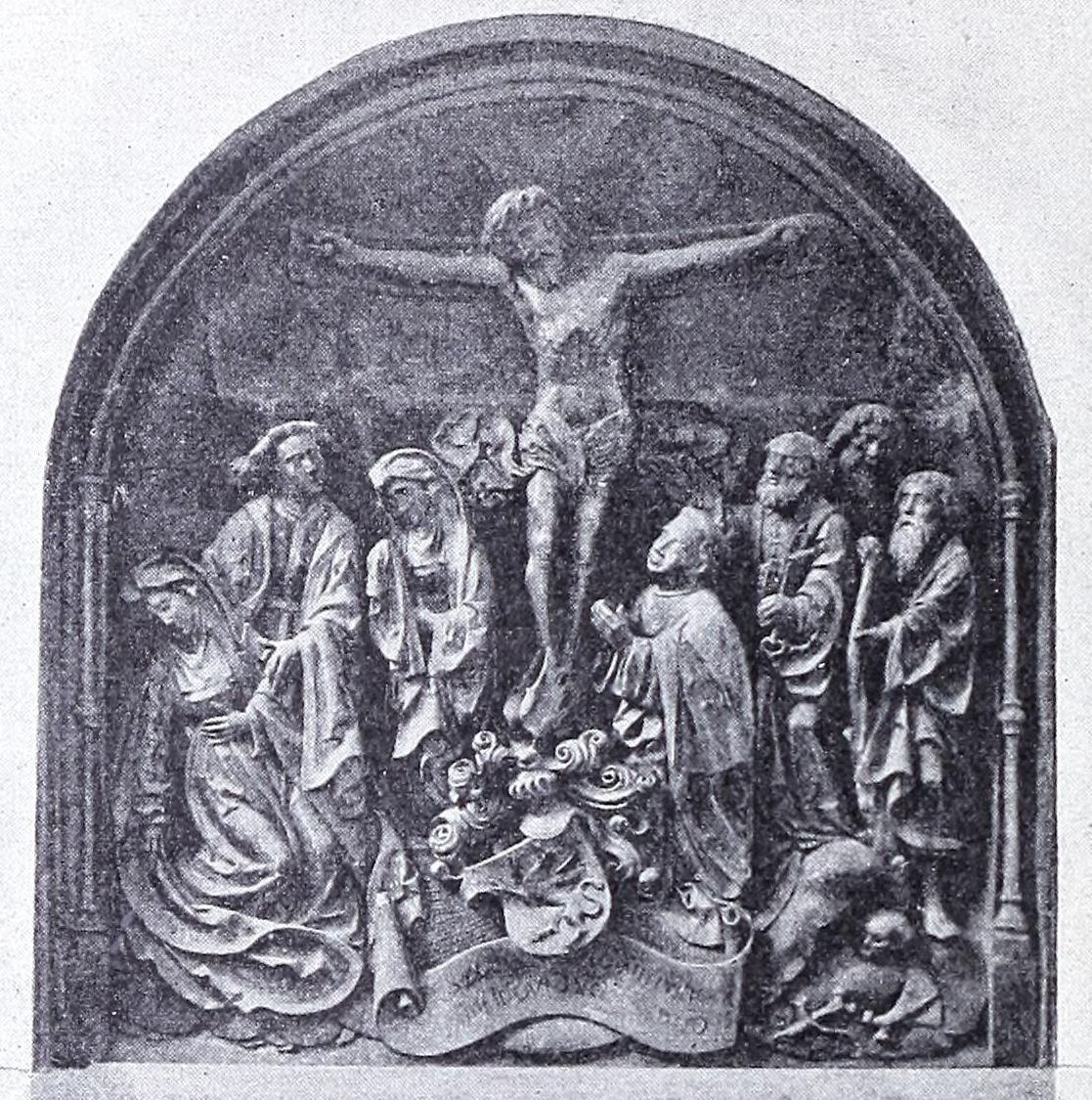
Snetlage-Epitaph (Foto 1907)

Der Meister von Osnabrück wurde 1910 mit seinem Notnamen nach acht großen Apostel-Statuen aus Sandstein benannt, die im Chorumgang des Doms zu Osnabrück standen. Diese Zuschreibung blieb nur hinsichtlich der Not-Namensgebung des Meisters von Dauer. Möglicherweise arbeitete er mit einem oder mehreren Gehilfen. Um jedenfalls kleine Unterschiede und Abweichungen zu erklären, hat die Kunstgeschichte im Laufe der Zeit mehrere weitere eigenständige Notnamensträger aus dem Werk des Meisters von Osnabrück ausgeschieden. Dies begann zunächst mit dem wohl mit als am wichtigsten angesehenen Meister des Snetlage-Epitaphs, benannt nach dem von Kanonikus Lambert von Snetlage gestifteten Epitaph (1517) im Osnabrücker Dom, und führte im Laufe der Zeit zur Differenzierung in einen Hauptmeister und sieben Nebenmeister, die auch eigenständig arbeitende Gehilfen des Hauptmeisters gewesen sein können. Diese wurden weiter wie folgt mit Notnamen benannt:
- Meister der Kreuzigungsgruppe der Sammlung Thomée in Altena in der Sammlung des Landrats Fritz Thomée (1862–1944) in Altena;
- Meister von Huckarde, nach den aus Huckarde stammenden hölzernen Skulpturen der Pietà und der Anna selbdritt im Dom zu Paderborn;
- Meister der Kölner Pietà, Museum Schnütgen in Köln;
- Meister der Stockkämper Doppelfigur, benannt nach dem Doppelbild einer Maria und einer Anna selbdritt in der Kirche von Stockkämpen bei Hörste (Halle);
- Meister des Belmer Andreas nach der Figur des hl. Andreas in der Sankt-Dionysius-Kirche von Belm;
- Meister des Thieberger Reliefs, benannt nach dem Relief der Geburt Christ in der Kapelle am Thieberg bei Rheine;
- Meister des Aachener Christophorus nach der Holzfigur im Suermondt-Ludwig-Museum in Aachen.

Diese Entwicklung zeigt: Der Meister von Osnabrück entpuppte sich mit der Zeit geradezu als ein Sammelbegriff für die Skulptur der Übergangszeit im Raum Osnabrück – und weniger als eine konkrete Künstlerperson. Der Notname für ein und dieselbe Person wurde zu einem Sammelbegriff, innerhalb dessen dann neu sortiert und zugeordnet wurde. Es steht zu vermuten, dass bei fehlenden Signaturen und Belegen diese Zuordnung aufgrund des großen mit dem Meister von Osnabrück verbundenen Werkumfangs kaum jemals zu einem gesicherten Abschluss geführt werden kann.

## Zuschreibungen (Auswahl)
- Mondsichelmadonna, um 1510–30 (Aachen, Suermondt-Ludwig-Museum, Inv. Nr. SK 229)